# Токантинс (река)

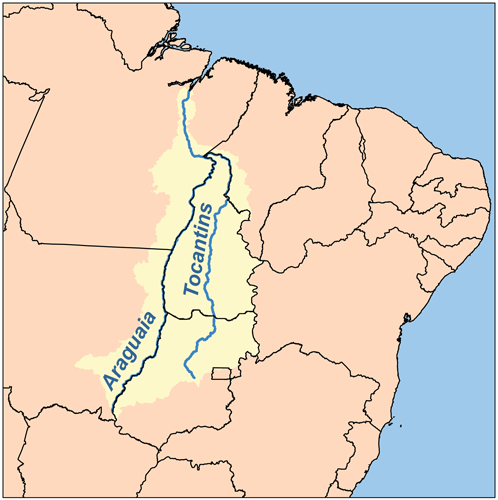
Бассейн Токантинса

Токанти́нс (порт. Tocantins) — река на востоке Южной Америки, протекает по территории Бразилии (штаты Гояс, Токантинс и Мараньян). Длина реки составляет 2850 км.
Берёт начало от слияния рек Мараньян и Алмас, истоки которых находятся на восточных склонах гор Серра-Дорада, в центральной части Бразильского нагорья. До Амазонской низменности река течёт по гористой местности, образуя многочисленные пороги, в том числе пороги Гуариба. После выхода на равнину становится судоходной (на 350 км от устья), раздаётся и замедляется после слияния с крупным притоком (слева) Арагуаей. Впадает в Пару, образуя широкий эстуарий. 
Открытие реки европейцами связывают с основанием на берегу Пары города Фелиц-Лузитания (ныне —  Белен) в 1616 году португальцами под руководством капитан-генерала капитанства Баия Франсиску Калдейры Кастилу Бранку. Опорный пункт позволил колонистам закрепиться в этих местах и сделать ряд географических открытий в нижнем течении Амазонки. К 1623 году был исследован бассейн Пары и установлено, что важнейшим её притоком является Токантинс. В середине XVII века португальцы поднялись вверх по течению Токантинса и вышли к его левому притоку Арагуае. К 1680-м годам паранцами было открыто междуречье Токантинс — Арагуая, где проживали индейцы гояс. По их названию за этой территорией закрепился топоним Гояс.
Питание реки дождевое, в период высокой воды (с октября по март-апрель) её  поднимается на 7—9 м. Средний расход в устье — 16 300 м³/с. Реки Токантинс — Арагуая часто относят к бассейну Амазонки, хотя формально они образуют отдельную речную систему площадью 770 тыс. км² (или более 800 тыс. км²).
Река активно используется для производства гидроэлектроэнергии, на 2016 год каскад ГЭС включает в себя не менее пяти дамб, в том числе Тукуруи и Серра-да-Меза. Развитие каскада также преследует цели расширения судоходства на реке: в 2010 году на Тукуруи была введена в эксплуатацию двухкамерная шлюзовая система, которая позволила расширить судоходство вверх по течению реки на 200 км, увеличив участок водохранилища этого гидроузла.

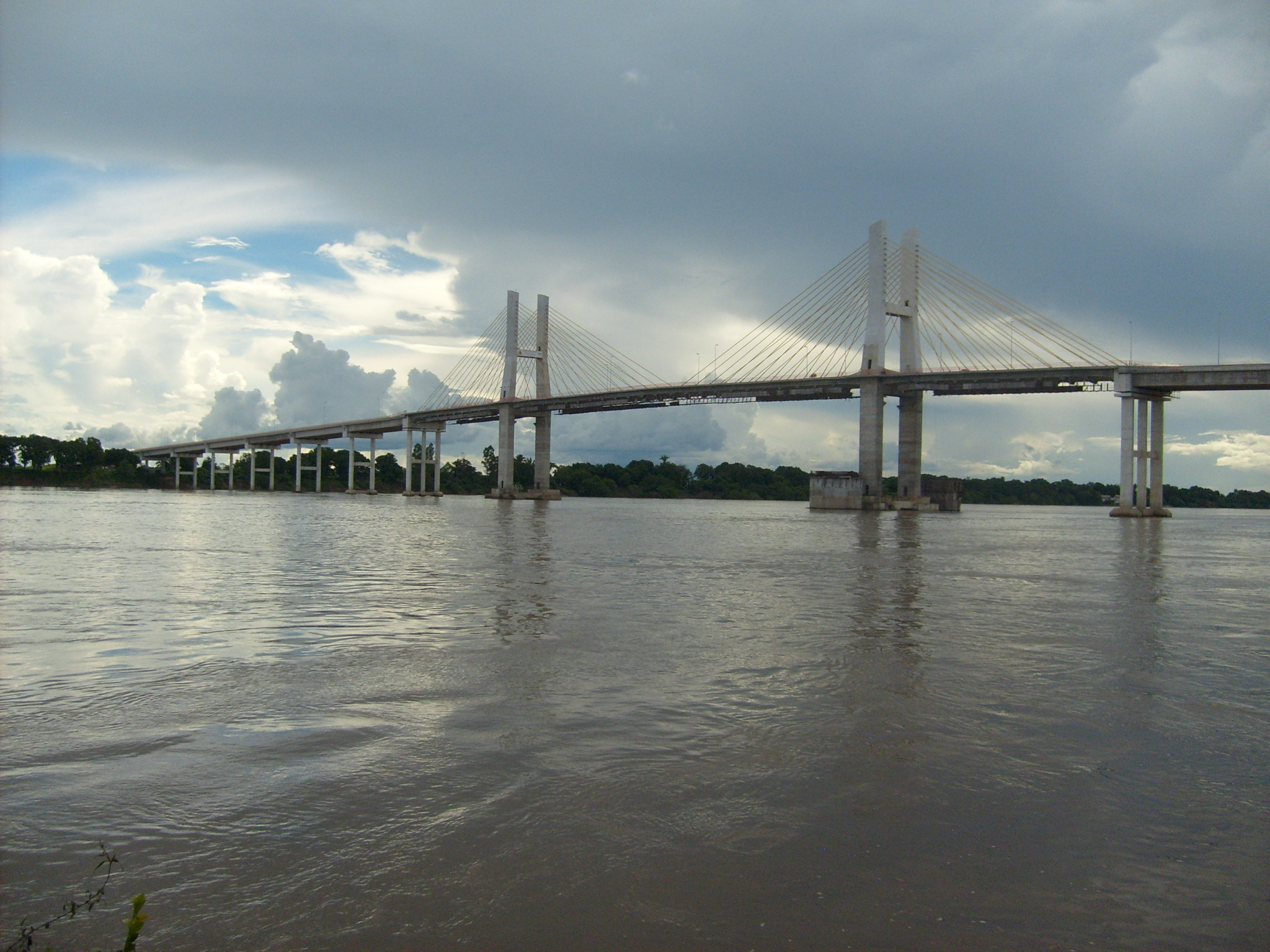
Автомобильный мост через Токантинс

Близ реки Токантинс расположены, в частности, следующие города (сверху вниз по течению): Уруасу, Порту-Насиунал, Педру-Афонсу, Палмас, Мирасема-ду-Токантинс, Каролина, Токантинополис, Императрис, Мараба, Тукуруи.

## Фауна
Бассейн реки Токантинс (с рекой Арагуаей) является местом обитания для некоторых крупных водных млекопитающих, таких как амазонский ламантин, арагуайский дельфин и белый дельфин, а также для рептилий, таких как чёрный кайман, очковый кайман и речная жёлто-пятнистая черепаха.
Бассейн реки Токантинс богат видами рыб, хотя по стандартам бассейна Амазонки их количество относительно невелико. Зарегистрировано более 350 видов рыб, в том числе более 175 эндемиков. Наиболее богато представлены виды таких семейств, как харациновые, кольчужные сомы и Rivulidae (южноамериканские киллифы). Хотя большинство видов имеют амазонское происхождение, есть также некоторые виды, связанные с реками Парана и Сан-Франсиску. Токантинс и эти две реки текут в разных направлениях, но все они берут начало на Бразильском плоскогорье, где ввиду низкого водораздела  возможен обмен видами рыб между ними. Рыбы некоторых видов мигрируют вдоль Токантинса на нерест, но эта миграция ограничена плотинами. После строительства плотины Тукуруи течение реки изменилось. Некоторые виды рыб подверглись неблагоприятному воздействию, и в некоторых частях реки произошло существенное сокращение видового богатства.
Карст в Сан-Домингусе в верховьях бассейна Токантинс является домом для необычно большого количества видов пещерных рыб (больше, чем в любом другом регионе Америки): Ancistrus cryptophthalmus, несколько видов Ituglanis, Pimelodella spelaea, Aspidoras mephisto, неописанные виды Cetopsormandia и Eigenmannia vicentespelaea. Последний вид — единственная известная рыба-нож, адаптированная к пещерам, и одна из двух известных не-сомов в пещерах материковой части Южной Америки (другая — тифлопс Stygichthys).
В нижнем течении река Токантинс отделяет экорегион влажных лесов Токантинс-Арагуая-Мараньян на востоке от экорегиона влажных лесов Шингу-Токантинса-Арагуаи на западе. Она действует как барьер, предотвращающий распространение флоры и фауны между этими экорегионами.